# ماكدونل دوغلاس دي سي-9
ماكدونال دوغلاس دي سي 9 ( سابقاً كانت تسمي دوغلاس دي سي 9 ) هي طائرة كانت تصنعها شركة ماكدونل دوغلاس قبل أندماجها مع شركة بوينغ والتي اطلقت منها بوينغ 200-717 وهو آخر خط إنتاج لهذا النوع من الطائرات.
هي طائرة نفاثه متوسطة المدى ذات سعه مقعديه تصل إلى 144 مقعد( حسب الشركة المشغله ) ويصل أقصى وزن للإقلاع 72.8 طن.
وهي من الطائرات المتميزه بقلة التكلفة التشغيليه واقتصاديه في استخدام الوقود وتصل لارتفاع 37000 قدم ومدى 6000 كيلومتر.